# Josef Kristen
Josef "Jupp" Kristen (Colònia, 26 de gener de 1960) és un ciclista alemany, que fou professional des del 1981 fins al 1988. Va combinar tant el ciclisme en pista com la ruta.

## Palmarès
- 1980
  -  Campió d'Alemanya en persecució amateur
- 1980
  -  Campió d'Alemanya en madison amateur
- 1984
  - 1r als Sis dies de Colònia (amb René Pijnen)
- 1985
  - Campió d'Europa d'Òmnium Endurance
  - 1r als Sis dies de Dortmund (amb Roman Hermann)
  - 1r als Sis dies de Stuttgart (amb Henry Rinklin)
- 1986
  - 1r als Sis dies de Bremen (amb Dietrich Thurau)
- 1987
  - 1r als Sis dies de Stuttgart (amb Roman Hermann)
  - 1r als Sis dies de Münster (amb Roman Hermann)
- 1988
  - Campió d'Europa de Madison (amb Roman Hermann)